# Alexander V. (Gegenpapst)

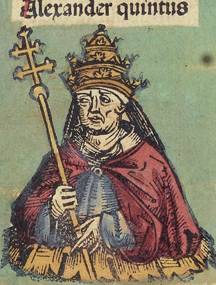
Gegenpapst Alexander V.

Wappen des Gegenpapstes Alexander V., moderne Nachzeichnung

Pietro Philargi von Candia (eigentlich: Petros Philargis de Candia oder Philaretos) (* 1340 auf Kreta; † 3. Mai 1410 in Bologna) war von 1409 bis 1410 als Alexander V. Gegenpapst zu Gregor XII. in Rom und Benedikt XIII. in Avignon.

## Leben
Philargi war Franziskaner und lehrte als erster griechischer Professor von 1378 bis 1381 Theologie an der Sorbonne. 1386 wurde er zum Bischof von Piacenza ernannt, 1402 zum Erzbischof von Mailand und 1405 zum Kardinal.
Als das Konzil von Pisa 1409 sowohl Gregor XII. als auch Gegenpapst Benedikt XIII. ihrer Ämter enthob, wurde Philargi als Papst ausgerufen, was jedoch weder Gregor XII. noch Benedikt XIII. anerkannten. Durchsetzen konnte sich Philargi letztlich nur in Frankreich und England. Er residierte als erster Papst in Pisa, deswegen wurden er und sein Nachfolger Johannes XXIII. auch als Pisaner Päpste bezeichnet.
Alexander V. genehmigte mit der päpstlichen Bulle vom 9. September 1409 die Errichtung der Universität Leipzig, deren Gründung am 2. Dezember 1409 durch deutsche Studenten erfolgte, die infolge des von Wenzel IV. am 18. Januar 1409 erlassenen Kuttenberger Dekrets die Universität Prag verlassen hatten.
Am 3. Mai 1410 starb Alexander V. im Kloster S. Maria dei Crociferi bei Bologna und wurde in Bologna in der Basilica des Heiligen Franziskus bestattet. Vor der Bestattung nahm der Mediziner und Philosoph Pietro d’Argellata († 1423) eine Leichenkonservierung nach dem damals allgemein üblichen Verfahren vor. Der solcherart vorbereitete Leichnam wurde in den Sarg gelegt und beigesetzt.
Nachfolger Alexanders V. als Papst wurde Baldassare Cossa, der gelegentlich – wohl unzutreffend – für den Tod Alexanders verantwortlich gemacht wurde.

## Historische Einordnung
Nach dem Konzil von Konstanz wurden die Pisaner Päpste Alexander V. und Johannes XXIII. weiterhin als rechtmäßige Päpste betrachtet, so dass sich Kardinal Rodrigo Borgia als Papst Alexander VI. nannte. Noch in Meyers Enzyklopädischem Lexikon von 1897 wurden diese beiden Päpste ohne Vorbehalt als die rechtmäßigen dargestellt. Heute werden jedoch beide Päpste in der Katholischen Kirche als Gegenpäpste angesehen. Endgültig wurden sie dies erst 1958, als sich Kardinal Angelo Giuseppe Roncalli ganz bewusst für den Papstnamen Johannes XXIII. entschied.